# Districte d'Ungheni
El districte d'Ungheni (en romanès Raionul Ungheni) és una de les divisions administratives de la República de Moldàvia que limita amb Romania. La capital és Ungheni. L'altra ciutat principal és Cornești. L'u de gener de 2005, la població era de 110.800 habitants.